# Пешково (Крым)
Пе́шково (до 1948 года Ю́жный Джанко́й; укр. Пєшкове, крымскотат. Cenübiy Canköy, Дженюбий Джанкой) — исчезнувшее село в Нижнегорском районе Республики Крым, располагавшееся на северо-востоке района, в степной зоне Крыма, на правом берегу одного из русел устья Салгира, примерно в 3 км к востоку от современного села Любимовка.

## История
Первое документальное упоминание села встречается в Камеральном Описании Крыма… 1784 года, судя по которому, в последний период Крымского ханства Еникиой входил в Кучук Карасовский кадылык Карасъбазарскаго каймаканства. После присоединения Крыма к России (8) 19 апреля 1783 года, (8) 19 февраля 1784 года, именным указом Екатерины II сенату, на территории бывшего Крымского Ханства была образована Таврическая область и деревня была приписана к Левкопольскому, а после ликвидации в 1787 году Левкопольского — к Феодосийскому уезду Таврической области. После Павловских реформ, с 1796 по 1802 год, входила в Акмечетский уезд Новороссийской губернии. По новому административному делению, после создания 8 (20) октября 1802 года Таврической губернии, Янкой (Джанкой) был включён в состав Урускоджинской волости Феодосийского уезда.
По Ведомости о числе селении, названиях оных, в них дворов… состоящих в Феодосийском уезде от 14 октября 1805 года , в деревне Янкой числилось 10 дворов и 63 жителя. На военно-топографической карте генерал-майора Мухина 1817 года деревня Еникой обозначена с 21 двором. После реформы волостного деления 1829 года Янкой, согласно «Ведомости о казённых волостях Таврической губернии 1829 года», отнесли к Бурюкской волости (переименованной из Урускоджинской). На карте 1836 года в деревне Джанкой или Яникой 18 дворов. Затем, видимо, вследствие эмиграции крымских татар в Турцию, деревня опустела и на карте 1842 года Янкой обозначен условным знаком «малая деревня», то есть, менее 5 дворов.
В 1860-х годах, после земской реформы Александра II, деревню приписали к Шейих-Монахской волости. Согласно «Памятной книжке Таврической губернии за 1867 год», деревня Джанкой была покинута жителями в 1860—1864 годах, в результате эмиграции крымских татар, особенно массовой после Крымской войны 1853—1856 годов, в Турцию и заселена немцами-колонистами меннонитами. По «Памятной книге Таврической губернии 1889 года», по результатам Х ревизии 1887 года, в деревне Джанкой числилось 7 дворов и 37 жителей. По «…Памятной книжке Таврической губернии на 1892 год» в безземельной деревне Джанкой, не входившей ни в одно сельское общество, было 6 жителей, у которых домохозяйств не числилось.
Вновь поселение встречается в Статистическом справочнике Таврической губернии. Ч.II-я. Статистический очерк, выпуск пятый Феодосийский уезд, 1915 год, согласно которому в селе Южный Джанкой (отрубников) Андреевской волости Феодосийского уезда числилось 14 дворов (все дворы с землёй) с русским населением в количестве 92 человек приписных жителей, из которых 47 мужчин и 45 женщин. Жители владели 466 десятинами удобной земли. В хозяйствах имелось 53 лошади, 12 волов и 30 коров.
После установления в Крыму Советской власти, по постановлению Крымревкома № 206 «Об изменении административных границ» от 8 января 1921 года была упразднена волостная система и село вошло в состав Ичкинского района Феодосийского уезда, а в 1922 году уезды получили название округов. 11 октября 1923 года, согласно постановлению ВЦИК, в административное деление Крымской АССР были внесены изменения, в результате которых округа были отменены, Ичкинский район упразднили, включив в состав Феодосийского в состав которого включили и село. Согласно Списку населённых пунктов Крымской АССР по Всесоюзной переписи 17 декабря 1926 года, в селе Джанкой Южный, Емельяновского сельсовета Феодосийского района, числилось 25 дворов, все крестьянские, население составляло 134 человека, из них 131 русский и 3 украинца. Постановлением ВЦИК «О реорганизации сети районов Крымской АССР» от 30 октября 1930 года был создан Сейтлерский район (по другим сведениям 15 сентября 1931 года) и село передали в его состав.
В 1944 году, после освобождения Крыма от фашистов, 12 августа 1944 года было принято постановление № ГОКО-6372с «О переселении колхозников в районы Крыма» и в сентябре 1944 года в район приехали первые новоселы (320 семей) из Тамбовской области, а в начале 1950-х годов последовала вторая волна переселенцев из различных областей Украины. С 25 июня 1946 года Южный Джанкой в составе Крымской области РСФСР. Указом Президиума Верховного Совета РСФСР от 18 мая 1948 года, Южный Джанкой переименовали в Пешково. 26 апреля 1954 года Крымская область была передана из состава РСФСР в состав УССР. Время переподчинения Ковровскому сельсовету пока не установлено: на 15 июня 1960 года село уже числилось в его составе. Указом Президиума Верховного Совета УССР «Об укрупнении сельских районов Крымской области», от 30 декабря 1962 года Азовский район был упразднён и село присоединили к Джанкойскому. 1 января 1965 года, указом Президиума ВС УССР «О внесении изменений в административное районирование УССР — по Крымской области», включили в состав Нижнегорского. Ликвидировано в период до 1968 года, как село упразднённого к 1977 году Ковровского сельсовета.

### Динамика численности населения
| - 1805 год — 63 чел. - 1889 год — 37 чел. - 1892 год — 6 чел. | - 1915 год — 92 чел. - 1926 год — 134 чел. |